# Mulepetlu, Krishnarajanagara
Mulepetlu là một làng thuộc tehsil Krishnarajanagara, huyện Mysore, bang Karnataka, Ấn Độ.